# Turmkater (Grevenbroich)

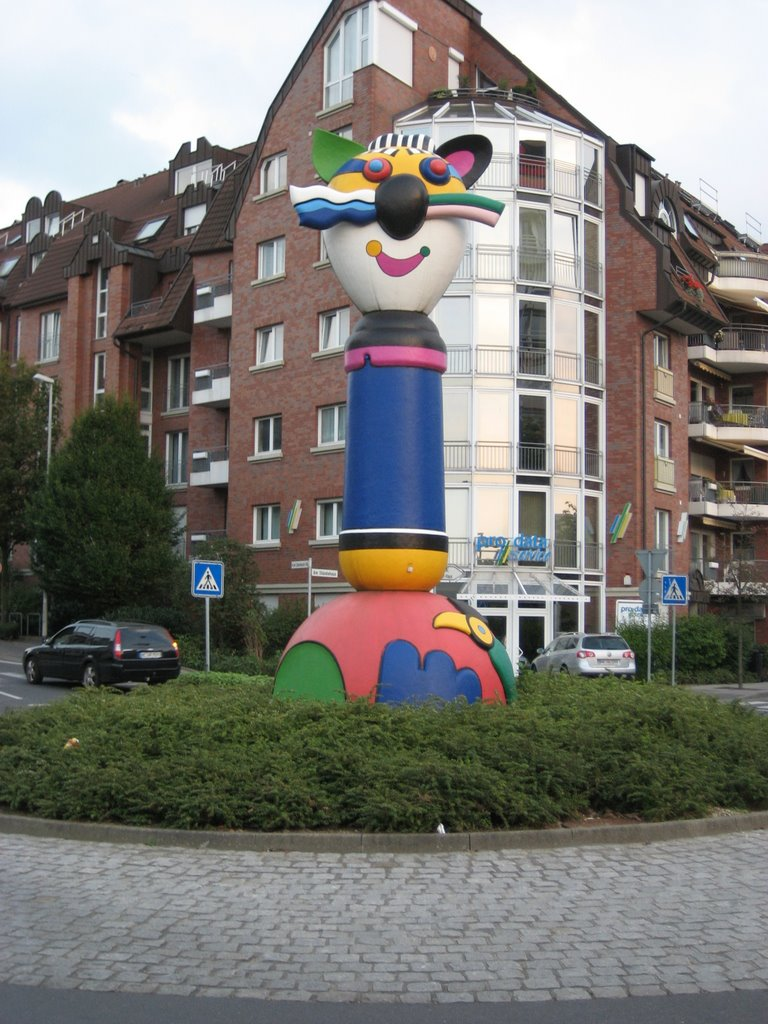
Der Turmkater des Künstlers Otmar Alt in der Grevenbroicher Innenstadt.

Der Turmkater ist eine Skulptur des Malers und Bildhauers Otmar Alt, die ihre Aufstellung in Grevenbroich gefunden hat.

## Hintergrund
Mit der Aktion Kohle für Kohle konnten in den Jahren 2000 bis 2004 durch die Galerie Geuer zusammen mit der Stiftung Kulturpflege und Kulturförderung der Sparkasse Neuss zahlreiche bekannte Künstler für Projekte in und um Grevenbroich gewonnen werden. Neben James Rizzi, Otmar Alt und Stefan Szczesny beteiligte sich auch Prof. Ernst Fuchs an der Aktion, die zahlreiche Besucher aus ganz Deutschland nach Grevenbroich brachte. 
Als bleibende Erinnerung an diese Aktion ist der Turmkater von Otmar Alt im Kreisverkehr zwischen dem Sparkassen-Gebäude und dem Kreishaus in Grevenbroich aufgestellt worden.